# Bande dérasée
La bande dérasée est une partie de l’accotement d’une route qui a été stabilisée, c’est-à-dire renforcée pour pouvoir supporter la charge d’un véhicule procédant à une manœuvre d’évitement ou bien à un arrêt d’urgence. 
On ne rencontre en général pas de bande dérasée sur les routes à faible trafic.

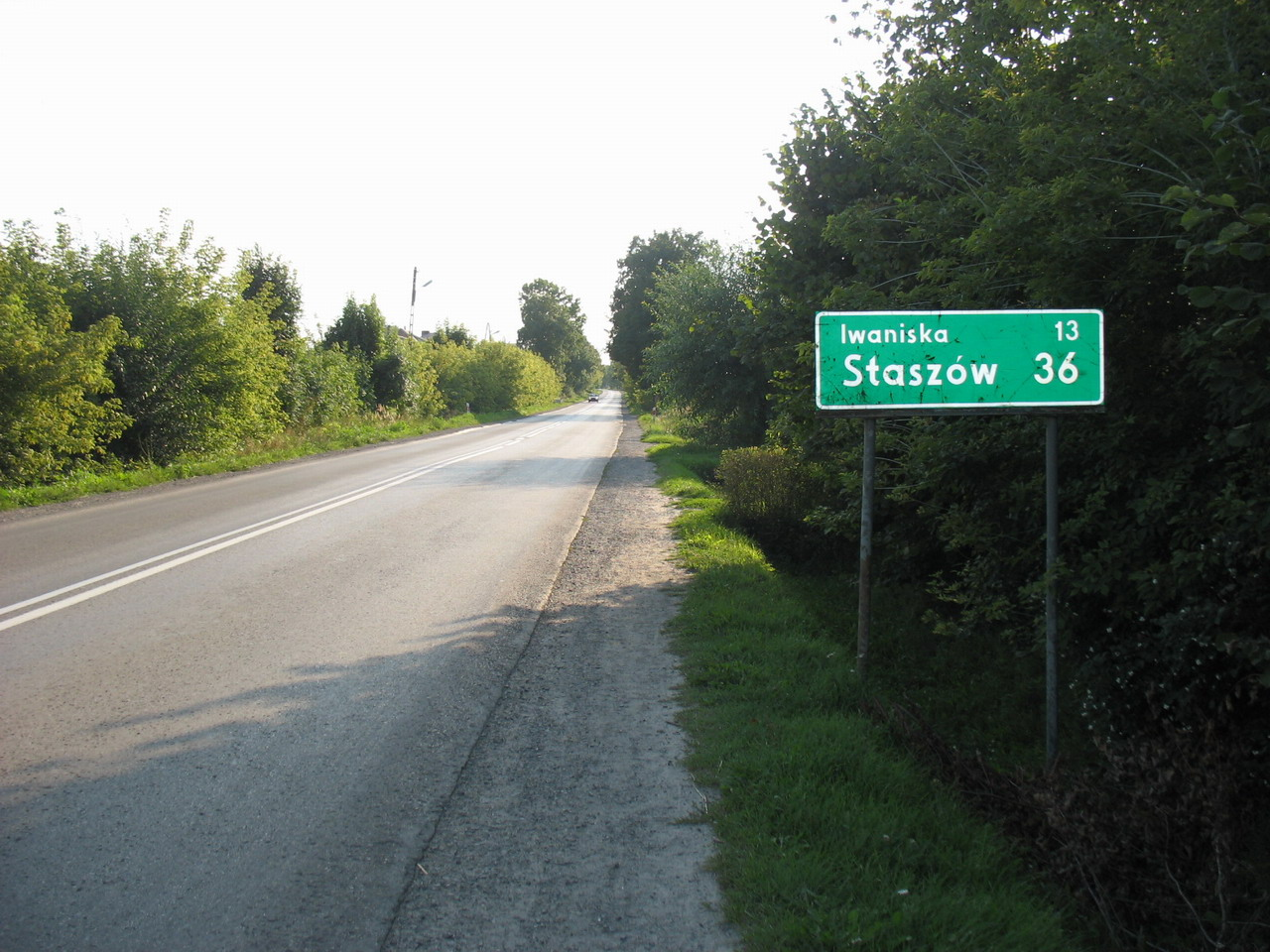
Bande dérasée très étroite (et très dangereuse) en Pologne

## Terminologie
La bande dérasée est souvent appelée dans le langage courant non technique « accotement stabilisé » ou « bande d’arrêt » ou « accotement revêtu » et quelquefois « bande d'arrêt d'urgence » (improprement car ce terme est usuellement réservé aux bandes dérasées sur autoroutes). 
En Belgique, la bande dérasée est dénommée « zone d’immobilisation » .
Au Québec, la bande dérasée est dénommée « accotement stabilisé » .

## Fonctions
Les fonctions de la bande dérasée sont de :
- permettre la récupération d’un véhicule déviant de sa trajectoire ;
- permettre des manœuvres d’évitement ;
- permettre aux piétons ou cyclistes de circuler en sécurité ;
- permettre l’arrêt d’un véhicule ;
- faciliter les opérations d’entretien de la chaussée et des dépendances.

## Composition
La bande dérasée comprend :
- une surlargeur de chaussée, de structure identique à la chaussée elle-même, d’une largeur de 0,25 m généralement et qui porte le marquage de rive ;
- Une partie stabilisée ou revêtue (pouvant supporter le passage occasionnel d’un poids lourd).

## Bande dérasée et accotement

### Routes à moyen et fort trafic

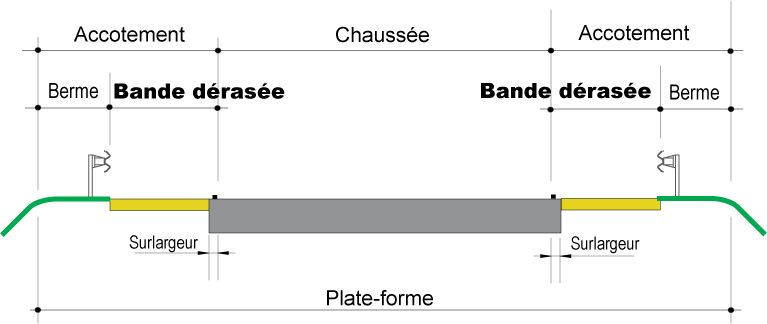
Route structurante bordée d'une bande dérasée

Sur les routes à chaussées séparées, il existe une bande dérasée de droite et une bande dérasée de gauche.

### Autoroutes
Sur autoroute, la bande dérasée de droite est appelée bande d'arrêt d'urgence.

### Caractéristiques
La bande dérasée doit permettre l’arrêt d’un véhicule. Selon le trafic supporté par la voie principale, on peut admettre un empiètement plus ou moins grand sur la chaussée.

#### Aux États-Unis
On considère que pour s’arrêter dans des conditions sécurisées sur l’accotement, l’espace entre le véhicule arrêté et la bande de roulement doit être au moins de 0,30 m et de manière préférable 0,60 m. Ceci a conduit à adopter des bandes dérasées d’une largeur de 3 m lorsque les conditions le permettent. Une largeur de 0,60 m est considérée comme un minimum absolu lorsque les conditions d’espace sont insuffisantes et pour les routes à très faible trafic. Une largeur de 1,8 à 2,4 m de la bande dérasée sera préférée dans la plupart du temps.
Les routes ou autoroutes très circulées et supportant un important trafic de poids lourds auront de préférence des bandes dérasées revêtues d’une largeur minimale de 3 m et de préférence 3,60 m. Néanmoins les bandes dérasées d’une largeur supérieure à 3 m peuvent inciter les automobilistes à les emprunter comme une voie de roulement usuelle.
Lorsque l’on veut aménager une bande cyclable sur l’accotement, une largeur minimale de 1,60 m de la bande dérasée est recommandée.

#### En France
La bande dérasée est généralement de largeur de 2 m (minimum 1,75 m) pour les routes multifonctionnelles (de types R) et de 2,5 m pour les routes de transit (de type T).

#### En Irlande
Des bandes dérasées existent sur la plupart des nouvelles routes construites depuis le début des années 1980, particulièrement sur les routes à chaussées séparées. Elles sont définies dans le Code de la route officiel comme une partie de la route devant normalement exclusivement recevoir les cyclistes et les piétons.
Leur programmation sur les routes interurbaines dans les années 1970 réduisit de 50 % les accidents impliquant les cyclistes.
Le revêtement est généralement de couleur différente et les bandes dérasées sont généralement délimitées de la chaussée par une ligne jaune discontinue, renforcée par des plots catadioptriques de type « yeux de chats ».
Sur les autoroutes et les points critiques de autres routes, les bandes dérasées sont plus larges et en permettant la circulation de véhicules d’urgence, acquièrent le statut de bandes d’arrêt d’urgence. Leur délimitation est faite par une ligne jaune continue.